# ناحیه تاریخی کاونتری جنوبی
ناحیه تاریخی کاونتری جنوبی (به انگلیسی: South Coventry Historic District) یک منطقهٔ مسکونی در ایالات متحده آمریکا است که در کنتیکت واقع شده‌است.